# La Gauloise
Die Société des Voiturettes La Gauloise war ein französischer Hersteller von Automobilen.

## Unternehmensgeschichte
Das Unternehmen aus Issy-les-Moulineaux begann 1907 mit der Produktion von Automobilen. Der Markenname lautete La Gauloise. Im gleichen Jahr endete die Produktion bereits wieder.

## Fahrzeuge
Im Angebot standen zwei Modelle. Das kleinere verfügte über einen Einzylindermotor mit 6,2 PS Leistung. Im größeren Modell sorgte ein Vierzylindermodell für den Antrieb.